# Finale della Coppa CERS 2003-2004
La finale della 24ª edizione della Coppa CERS fu disputata in gara d'andata e ritorno tra gli spagnoli del Reus Deportiu e gli italiani del Bassano 54. Con il punteggio complessivo di 4 a 1 fu il Reus Deportiu, ad aggiudicarsi per la seconda volta nella storia il trofeo.

## Le squadre
| Squadre       | Partecipazioni precedenti (il grassetto indica la vittoria) |
| ------------- | ----------------------------------------------------------- |
| Reus Deportiu | 1991, 2003                                                  |
| Bassano 54    | 1986                                                        |

## Il cammino verso la finale
Il Reus Deportiu si qualificò alla finale con i seguenti risultati:
- Ottavi di finale: eliminato il Uttigen (vittoria per 4-2 all'andata e per 9-2 al ritorno);
- Quarti di finale: eliminato il Blanes (vittoria per 2-1 all'andata e per 5-2 al ritorno);
- Semifinale: eliminato l'Igualada (sconfitta per 2-1 all'andata e vittoria per 3-1 al ritorno).

Il Bassano 54 si qualificò alla finale con i seguenti risultati:
- Ottavi di finale: eliminato il Gorizia (vittoria per 7-2 all'andata e per 4-1 al ritorno);
- Quarti di finale: eliminato il Gulpilhares (vittoria per 7-2 all'andata e per 1-0 al ritorno);
- Semifinale: eliminato il Voltregà (vittoria per 4-3 all'andata e per 2-1 al ritorno);

## Tabellini

### Andata
| Reus 17 aprile 2004 | Reus Deportiu | 4 – 0 | Bassano 54 | Pavelló Olímpic de Reus |

### Ritorno
| Bassano del Grappa 1º maggio 2004 | Bassano 54 | 1 – 0 | Reus Deportiu | PalaSind |